# 比罗什·彼得
比罗什·彼得（匈牙利語：Biros Péter，1976年4月5日—），匈牙利男子水球运动员。他曾代表匈牙利参加2000年、2004年、2008年和2012年夏季奥林匹克运动会水球比赛，共获得三枚金牌。